# Copa do Mundo de Futebol Americano de 2015 - Qualificação Asiática
A zona asiática das qualificações para a Copa do Mundo de Futebol Americano de 2015 será disputada por 4 seleções nacionais filiadas a Federação Asiática de Futebol Americano (AFAF) competindo por 2 vagas. O processo de qualificação terá início em Abril de 2014.
Marca a estréia em partidas oficiais das Filipinas e Kuwait.

## Partidas
| Equipe 1      | Placar | Equipe 2  | Sede           |
| ------------- | ------ | --------- | -------------- |
| Coreia do Sul | 69 - 7 | Kuwait    | Coreia do Sul. |
| Japão         | 86 - 0 | Filipinas | Japão.         |